# زولتان فریدمانسکی
زولتان فریدمانسکی (مجاری: Zoltán Friedmanszky; ۲۲ اکتبر ۱۹۳۴ – ۳۱ مارس ۲۰۲۲) بازیکن و مربی فوتبال اهل مجارستان بود.
از باشگاه‌هایی که در آن بازی کرده‌است می‌توان به باشگاه فوتبال فرنتس‌واروش اشاره کرد.